# Ère Tenshō (Momoyama)
L'ère Tenshō (天正) est une des ères du Japon (年号, nengō, lit. « nom de l'année ») après l'ère Genki et avant l'ère Bunroku. Cette ère couvre la période allant du mois de juillet 1573 au mois de décembre 1592. Les empereurs régnants sont Ōgimachi-tennō (正親町天皇) et Go-Yōzei-tennō (後陽成天皇).

## Changement d'ère
- 1573 Tenshō gannen (天正元年?) : le nom de la nouvelle ère est choisi pour marquer la fin d'un certain nombre de guerres régionales. Il est inspiré d'un passage du classique chinois, Lao Zi : « Ceux qui sont en paix avec la Nature rapportent tout ce qui est sous le ciel à son modèle correct » (清静者為天下正).

Le nom Tenshō est proposé par Oda Nobunaga. L'ère précédente se termine et une nouvelle commence en Genki 4, le 28e jour du 7e mois.

## Événements de l'ère Tenshō
- 1573 (Tenshō 1, 7e mois) : Ashikaga Yoshiaki perd sa situation de shogun. Il se rase la tête et se fait moine bouddhiste. Il prend d’abord le nom religieux Sho-san mais il finit par être connu sous le nom Rei-o In[3].
- 1574 (Tenshō 2,1re mois) : Rébellion sectaire dans la province d'Echizen.
- 1574 (Tenshō 2, 9e mois) : Répression de la rébellion sectaire à Nagashima.
- 1575 (Tenshō 3, 5e mois) : Takeda Katsuyori mène une armée dans la province de Totomi où il assiège le château de Nagashino. Les Tokugawa défendent le château et Tokugawa Ieayasu cherche assistance auprès de d'Oda Nobunaga. En réponse, Nobunaga et son fils Nobutada arrivent à Nagashino avec une puissante force. Durant la bataille de Nagashino qui suit, les assaillants Takeda sont contraints à la retraite[4].
- 1576 (Tenshō 4) : Takeda Katsuyori ordonne la reconstruction d'un sanctuaire Asama au pied du mont Fuji dans la province de Suruga[5].
- 1579 (Tenshō 7, 5e mois) : Tenue du débat religieux d'Azuchi au château d'Azuchi.
- 1579 (Tenshō 7, 6e mois) : Akechi Mitsuhide se rend maître de la province de Tamba[6].
- 1579 (Tenshō 8, 11e mois) : La rébellion sectaire de Kaga est réprimée[6].
- 1582 (Tenshō 10) : La déroute de Takeda Katsuyori face aux forces d'Oda Nobunaga amène la destruction des structures construites par lui au sanctuaire Asama[5].
- 1582 (Tenshō 10, 3e mois) : Bataille de Temmokuzan[7].
- 1582 (Tenshō 10, 6e mois) : Incident du Honnō-ji[8] Bataille de Yamazaki[9], Conseil de Kiyosu.
- 20 février 1582 (Tenshō 10, 28e jour du 10e mois) : Une mission ou ambassade japonaise vers l'Europe (Tenshō Ken'ō Shisetsu) prend la mer à Nagasaki et ses membres ne reviennent pas avant 1590[1]. Elle est emmenée par Mancio Itō et organisée à l'initiative d'Alessandro Valignano. Bien que moins connue et moins documentée que la mission diplomatique de Hasekura Tsunenaga au Vatican (connue sous le nom « ambassade Keichō ») en 1613-1620[10], cette initiative diplomatique historique reste une entreprise remarquable. La mission est parfois appelée l'« Ambassade Tenshō » parce qu'elle est lancée durant l'ère Tenshō. Cette initiative est organisée par trois daimyo de l'ouest du Japon -- Ōmura Sumitada, Ōtomo Sōrin et Arima Harunobu[11].
- 1583 (Tenshō 11, 4e mois) : Bataille de Shizugatake[12].
- 1583 (Tenshō 12, 4e mois) : Bataille de Komaki et Nagakute[13].
- 10 août 1584 (Tenshō 13, 15e jour du 7e mois) : La mission japonaise vers l'ouest (Tenshō Ken'ō Shisetsu) arrive à Lisbonne[1].
- 1584 (Tenshō 13, 7e mois) : Toyotomi Hideyoshi est nommé régent kampaku par Ōgimachi[14].
- 17 décembre 1586 (Tenshō 14, 7e jour du 11e mois) : Ogimachi donne les rênes du gouvernement à son petit-fils qui va devenir l'empereur Go-Yōzei. Il n'y a pas eu semblable abdication impériale depuis celle de l'empereur Go-Hanazono en Kanshō 5. La rareté des abdications est attribuable à l'état troublé du pays et au fait qu'il n'existe pas de résidence où puisse vivre un ancien empereur ni de fonds excédentaires dans la trésorerie pour le financer[15].
- 1586 (Tenshō 14, 12e mois) : Un mariage est arrangé entre la plus jeune sœur d'Hideyoshi et Tokugawa Ieyasu[16].
- 1586 (Tenshō 14, 12e mois) : Le kampaku Toyotomi Hideyoshi est nommé daijō-daijin[16].
- 1587 (Tenshō 15) : Des pièces d'or et d'argent appelées Tenshō-tsūhō sont frappées. La pièce d'or (Tenshō-ōban) pèse 165 grammes et ces pièces ovales valent dix ryō[1].
- 1588 (Tenshō 16, 7e mois) : L'empereur Go-Yōzei visite la résidence de Toyotomi Hideyoshi.
- 1590 (Tenshō 18, 7e mois) : Hideyoshi mène une armée au Kantō où il assiège le château d'Odawara. Quand la forteresse tombe, Hōjō Ujimasa meurt et son frère Hōjō Ujinao se soumet au pouvoir d'Hideyoshi, mettant ainsi un terme à une série ininterrompue de conflits depuis le nengō Ōnin (1467)[17].
- 1592 (Tenshō 20, 4e mois) : Début de la guerre Imjin avec le siège de Busan.

En 1589-1590, durant la vingt-troisième année du règne du roi Seonjo de Joseon, une mission diplomatique menée par Hwang Yun-gil est envoyée au Japon. L'ambassadeur Joseon est reçu par Hideyoshi.

## Dans la culture
L'intrigue du film Les Sept Samouraïs d'Akira Kurosawa se déroule durant la quinzième année de l'ère Tenshō.